# Euphorbia weberbaueri
Euphorbia weberbaueri là một loài thực vật có hoa trong họ Đại kích. Loài này được Mansf. mô tả khoa học đầu tiên năm 1931.